# 禮頓道

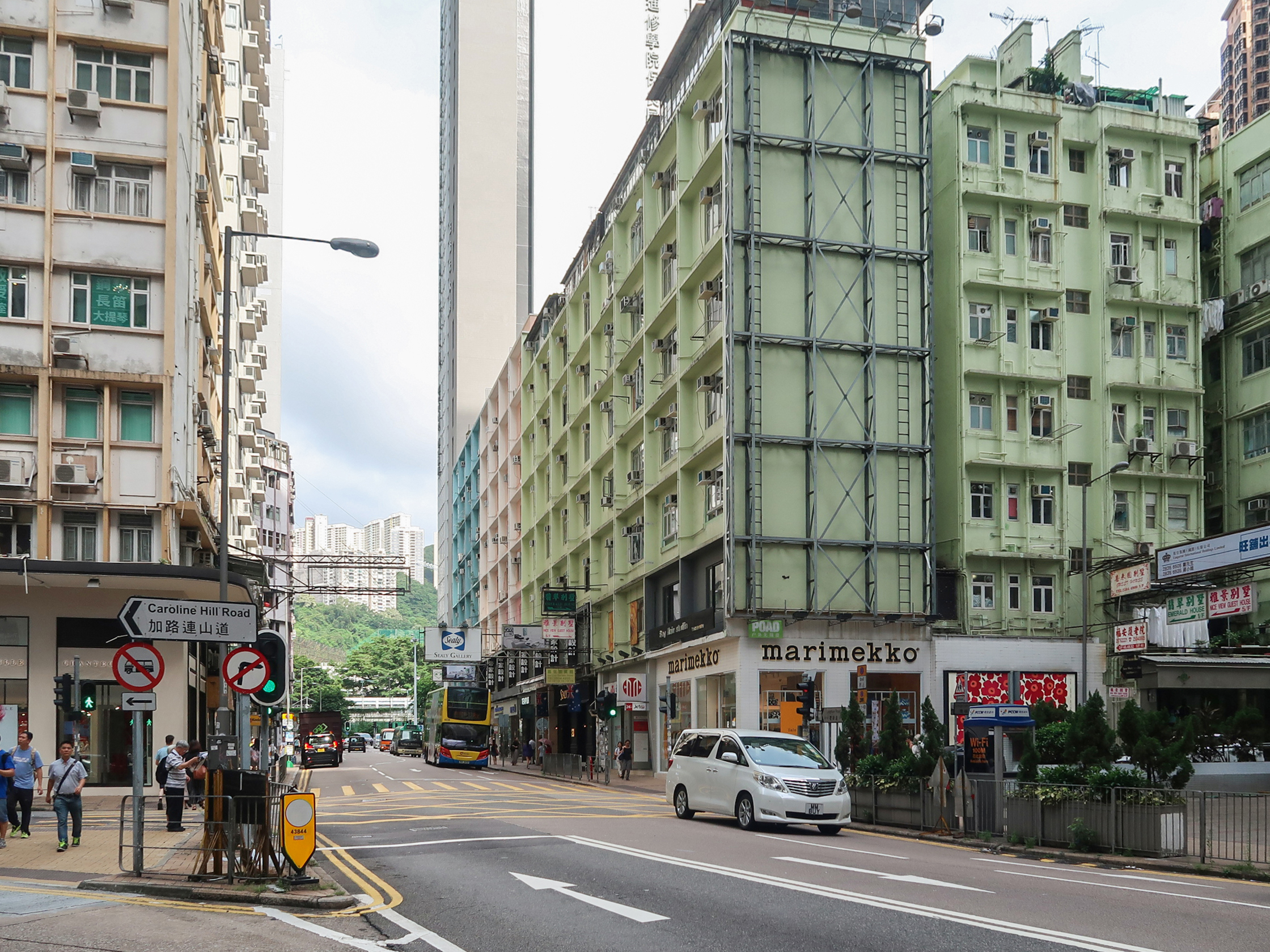
禮頓道（圖右綠色的建築物為禮智大廈）

禮頓道（英語：Leighton Road）是香港島銅鑼灣區一條主要道路，由三條直路曲尺形連成，東面連接高士威道、怡和街及伊榮街交界，西面連接摩理臣山道及堅拿道交界，全長850米。
禮頓道途經利園山一帶，早年由怡和洋行擁有，其後由利希慎家族購入，易名利園山。現在是商業及住宅區，相較銅鑼灣其他地區較為幽靜。禮頓道較為狹窄，來回只有3至4條行車線，由波斯富街至黃泥涌道一段西行線為電車往跑馬地路線一部份。每逢快活谷馬場或香港大球場舉行賽事，禮頓道都會實行特別交通措施，並會出現擠塞。

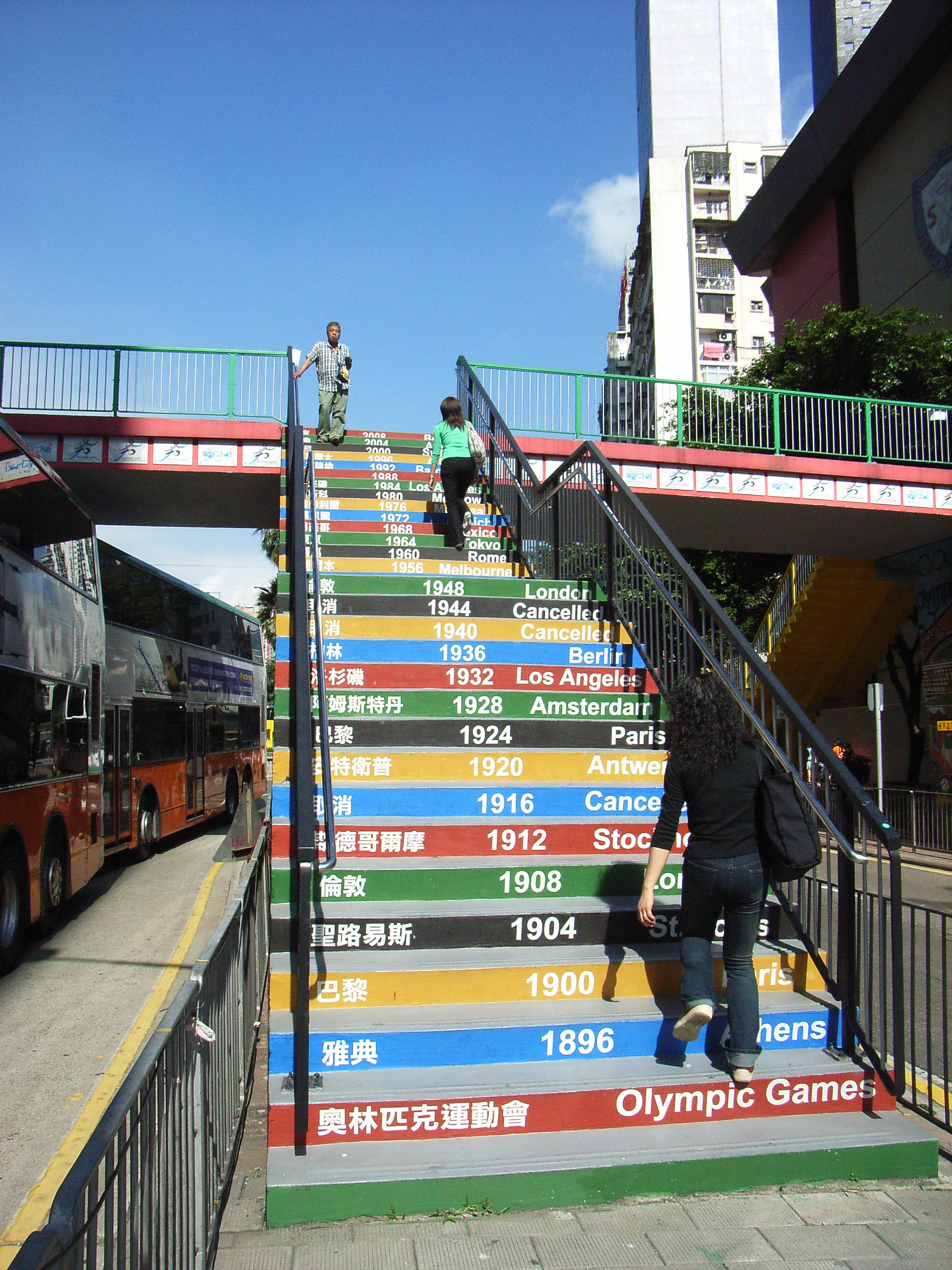
禮頓道上奧運主題的行人天橋

## 沿路著名地點
- 利舞台廣場
- 禮頓中心
- 香港銅鑼灣皇冠假日酒店
- 紀利華木球會
- 保良局
- 聖保祿學校
- 中華基督教會公理堂
- 善樂施大廈
- 香港靈糧堂
- 「奧運橋」（建於1963年，為首條政府興建的跨車路行人天橋）[1]

## 交通
- 香港電車
- 「禮頓道」為往跑馬地總站方向的單向中途站，編號106，位於銅鑼灣禮頓道左轉入黃泥涌道的彎位上，即香港銅鑼灣皇冠假日酒店（禮頓道8號）對出，鄰近紀利華木球會及禮頓中心。

## 外部連結
- 禮頓道地圖 （页面存档备份，存于）